# Trick (film, 1999)
Pour les articles homonymes, voir Trick.
Pour plus de détails, voir Fiche technique et Distribution.
Trick est un film américain réalisé par Jim Fall, sorti en 1999.

## Synopsis
Gabriel, employé de bureau le jour et aspirant compositeur de Broadway la nuit, rencontre Mark, un go-go dancer dans un bar gay.

## Fiche technique
- Titre : Trick
- Réalisation : Jim Fall
- Scénario : Jason Schafer
- Musique : David Friedman
- Photographie : Terry Stacey
- Montage : Brian A. Kates
- Production : Eric d'Arbeloff, Jim Fall et Ross Katz
- Société de production : Good Machine et Roadside Attractions
- Pays de production :  États-Unis
- Genre : Comédie romantique et film musical
- Durée : 89 minutes
- Date de sortie : 
  - États-Unis : 23 juillet 1999

## Distribution
- Christian Campbell : Gabriel
- John Paul Pitoc : Mark
- Tori Spelling : Katherine
- Brad Beyer : Rich
- Lacey Kohl : Genevieve
- Becky Caldwell : Yolanda
- Steve Hayes : Perry

## Distinctions
- Teddy Awards : Prix des lecteurs du Siegessäule[1]
- Outfest : Prix spécial du comité de programmation
- Sélection officielle au Festival du film de Sundance[2]
- 4e cérémonie des Satellite Awards : nommé au Satellite Award de la meilleure actrice dans un second rôle pour Tori Spelling